# Andres (Pas-de-Calais)
Andres je francouzská obec v departementu Pas-de-Calais v regionu Hauts-de-France. V roce 2011 zde žilo 1 528 obyvatel.

## Sousední obce
Les Attaques, Balinghem, Campagne-lès-Guines, Guînes

## Vývoj počtu obyvatel
Počet obyvatel 